# Hellboy (película)
Hellboy es una película estadounidense de acción, ciencia ficción y fantasía oscura de 2004, dirigida por el mexicano Guillermo del Toro y protagonizada por Ron Perlman, Selma Blair y John Hurt. La cinta está basada en el cómic Hellboy: la semilla de la destrucción, de Mike Mignola, publicado por la editorial Dark Horse Comics.
La historia comienza durante la Segunda Guerra Mundial, cuando Hellboy (Ron Perlman) fue creado por Grigori Rasputín (Karel Roden) para hacer el mal. Contra todo pronóstico, los Aliados lo rescataron y junto a un grupo formado por la pirokinética Liz Sherman (Selma Blair) y el telépata Abe Sapien (Doug Jones), se dedica a proteger a la humanidad mientras forma una línea de defensa en contra de su creador.
Lanzada en 2004, ganó 60 millones de dólares en Estados Unidos y 100 millones de dólares en todo el mundo. Existe una continuación, Hellboy 2: el ejército dorado, que se estrenó el 11 de julio de 2008 en Estados Unidos y posteriormente en el resto del mundo; esta secuela superó en recaudación a la primera parte.

## Argumento
En 1944, ayudado por el ejército alemán y el departamento científico que investiga lo oculto, el místico ruso Grigori Rasputín logra construir después de cinco años una máquina con un dispositivo gigante para usarse como portal entre distintas dimensiones en una isla cerca de la costa de Escocia. Dicho aparato sirve para traer destrucción sobre la Tierra, despertando a los Ogdru Jahad ("Los Siete Dioses del Caos"), entidades monstruosas que fueron encarceladas al principio de los tiempos y que están dormidas desde tiempos inmemoriales. Las habilidades mágicas de Rasputín no pueden sostener el poder que el portal exige para permanecer abierto y por eso usa el dispositivo para amplificar y reforzar sus habilidades. Como su tiempo para abrir el portal se acerca, él vuelve su atención a su sirviente Ilsa von Raupstein, un miembro del ejército alemán, y alarga su vida, juventud y belleza junto con el deseo para servirlo únicamente. También trabaja como su asesino extremadamente silencioso Karl Ruprecht Kroenen, quien aparentemente no puede morir. Kroenen ha sido condecorado por Adolf Hitler por su trabajo como el máximo asesino nazi, y lleva el escudo de la Sociedad Thule, la división de investigación nazi de lo oculto, y, como lacayo de Rasputín, ha estado ayudando en la construcción del portal. 
Sin embargo, Estados Unidos ha enviado sus propias fuerzas, junto con un joven doctor, el profesor Trevor Bruttenholm, quién está bien preparado en lo que se refiere a la magia y hechicería. Después de desplegarse en la isla, ven en silencio como Rasputín activa el portal y anuncia que "eso que él está a punto de hacer, nunca podrá deshacerse". Después de establecer el portal que traerá a los Ogdru Jahad, Rasputín es vulnerable porque él no puede simplemente romper el enlace. A estas alturas, comienza la lucha entre los alemanes y los soldados estadounidenses. En medio de la batalla, Bruttenholm lanza una granada de mano en el portal; intentando salvar a su amo, Kroenen lo persigue y es atravesado por un trozo de metal después de que la granada detona. Con el dispositivo dañado, la fuerza de vida de Rasputín es arrastrada a través del portal y él desaparece hacia el otro lado, aparentemente muriendo en el proceso.
Aunque está ligeramente herido, Bruttenholm pide que los soldados mantengan una guardia alrededor del área por si algo pudo pasar por el portal con éxito durante el tiempo que Rasputín lo sostuvo abierto. Las sospechas del doctor se prueban cuando él y un fotógrafo y soldado descubren una criatura de color rojo intenso con el brazo derecho aparentemente hecho de piedra que se mueve dentro de la cripta que ellos estaban investigando. Salvando a la criatura de morir por disparos de los otros soldados, Bruttenholm la atrae a sus brazos con una barra de dulce y descubre que es un demonio bebé recién nacido. Después, esa mañana, los soldados toman a la criatura como su mascota oficial y lo apodan Hellboy. 
Sesenta años después, un joven agente del FBI llamado John Myers es enviado desde Quantico (Virginia) a un edificio en Newark (Nueva Jersey) que se identifica como los Servicios de Gestión de Residuos. Este edificio realmente es la localización física de la Oficina de Búsqueda y Defensa de lo Paranormal, dirigida por el Profesor Bruttenholm.
Hellboy comienza a trabajar en un proyecto secreto junto al FBI, que esconde su existencia al público, alegando que es solo un mito. A pesar de tener 60 años, en su cuerpo y mente, Hellboy es un joven de 20 años, por lo tanto es un poco rebelde y mete en algunos problemas al sistema de defensa y a su padre adoptivo, el Profesor Bruttenholm.

## Elenco y doblaje
| Personaje                  | Actor          | Doblador (Latinoamérica) | Doblaje (España)    |
| -------------------------- | -------------- | ------------------------ | ------------------- |
| Hellboy                    | Ron Perlman    | Gerardo Reyero           | Jordi Boixaderas    |
| Liz Sherman                | Selma Blair    | Toni Rodríguez           | Ana Pallejá         |
| Trevor Bruttenholm         | John Hurt      | Arturo Mercado           | Emilio Freixas      |
| Abe Sapien                 | Doug Jones     | Salvador Delgado         | Jordi Pons          |
| John Myers                 | Rupert Evans   | José Joel                | Raul Llorents       |
| Grigori Rasputín           | Karel Roden    | Raúl Anaya               | Yuri Mykhaylychenko |
| Tom Manning                | Jeffrey Tambor | Sebastián Llapur         | Camilo García       |
| Sammael                    | Brian Steele   |                          |                     |
| Karl Ruprecht Kroenen      | Ladislav Beran |                          |                     |
| Ilsa Haupstein             | Biddy Hodson   | Alejandra de la Rosa     | Anna Diojenne       |
| Agente Clay                | Corey Johnson  | Marcos Patiño            | Rafael Calvo        |
| Trevor Bruttenholm (joven) | Kevin Trainor  | Arturo Mercado Jr.       | Alberto Mieza       |